# Fette Falle
Die Fette Falle ist ein Versteckte-Kamera-Format von Disney, welches speziell für Kinder entwickelt wurde. Ähnlich wie in den Formaten Versteckte Kamera und Verstehen Sie Spaß? werden Menschen in Alltagssituationen Streiche gespielt.
Die Fetten Fallen werden im Disney Channel ausgestrahlt. In der Sendung werden nichts ahnende Menschen auf der Straße von Kindern hereingelegt. Dabei filmt ein TV-Kamerateam mit mehr als fünf Kameras alles mit.
Inzwischen sind schon über 116 Fette-Falle-Sendungen gedreht worden. 2005 gewann die Fette Falle den Goldenen Spatz, unter der Regie von Petra Loog. Nach den ersten 52 Folgen übernahm Dennis Dörfelt die Regie.
Alle Fallen werden auf kabel eins wiederholt.